# آندره رنو
آندره رنو (فرانسوی: André Raynaud‎؛ ۱۰ نوامبر ۱۹۰۴ – ۲۰ مارس ۱۹۳۷) ورزشکار دوچرخه‌سواری پیست اهل فرانسه بود.
وی در مسابقات کشوری و بین‌المللی در مجموع برندهٔ ۱ مدال طلا شده‌است.